# Columnella pacifica
Columnella pacifica är en mossdjursart som först beskrevs av Busk 1884.  Columnella pacifica ingår i släktet Columnella och familjen Farciminariidae. Inga underarter finns listade i Catalogue of Life.